# Monte Giluwe
El monte Giluwe es la segunda montaña más alta de Papua Nueva Guinea con 4.368 metros, por detrás del Monte Wilhelm, la más alta del país. Es un antiguo volcán de escudo con grandes prados alpinos. Las emisiones de lava antiguas formaron una cima con dos montañas unidas, la del este tiene 4.300 m de altitud. Giluwe tiene la distinción de ser el volcán más alto del continente australiano y uno de los 7 picos volcánicos más altos del mundo por continentes.

## Geología
El volcán se formó entre 650,000-800,000 años atrás, probablemente como un estratovolcán de similar altura que el actual pico. Las glaciaciones del Pleistoceno le afectaron erosionando y dando su forma actual a las cimas. Hubo más eupcions hace entre 220,000 a 300,000 años. En la Edad de Hielo fue, en las laderas superiores, un casquete de hielo de 150 m de espesor, con un solo nunatak sobre la superficie helada. Aún permanece un circo glaciar y un valle en forma de U. Actualmente por encima de los 3.400 m de altitud hay heladas nocturnas y nevadas ocasionales.

## Historia
Los exploradores australianas Mick Leahy, y su hermano Dan, fueron los primeros occidentales en llegar a la cima, otro explorador Jack Hides también dijo que él había sido el primero en llegar en 1935. Hides los llamó Minaret Mountains. Pero este nombre no fue aceptado y Leahy informó la Royal Geographical Society quien le dio un premio y publicó el descubrimiento en su revista.

## Flora y fauna
Los vertientes muestran diferentes zonas de vegetación (biomas). Entre 2500 y 2800 m la selva lluviosa montana baja dominada por los árboles  Nothofagus  y  Elaeocarpus  con grandes Pandanus que incluyen la enredadera Freycinetia, bambú trepador, muchos jengibres , orquídeas, helechos, hierbas y arbustos incluyendo el género Begonia. Las aves incluyen los endemismos de los Casuarius enanos.
Por encima de esta zona está la selva lluviosa montana superior o "bosque de musgo" con árboles cubiertos de musgo como los del género Quintino y coníferas como Papuacedrus y Podocarpus. El suelo está cubierto de helechos de diferentes tipos incluyendo  Blechnum, Hymenophyllaceae y el musgo más grande del mundo ( Dawson soberbia ) de hasta a 55 cm de alto. Los Rhododendrons crecen como epifitas en los árboles crecen orquídeas especializadas en este bosque nuboso.
A 3200 m el bosque se abre en un prado subalpino. Aquí viven los endemismos helechos arborescentes. Flores delicadas crecen entre las hierbas en forma de tussok incluyendo Veronica, Viola y Gaultheria. En las turberas hay ranas endémicas. También se encuentra el endemismo Phalanger, una especie de posums. Hay restos relictos del bosque subalpino con Rhododendrons y Dimorphanthera con líquenes colgando de las ramas. Por encima de los 3.400 metros hay una meseta alpina con plantas como Astel reptantes, y musgos. Hay numerosos lagos Tarn y bayas alpinas ( Vaccinium ) y aster en zonas rocosas.